# Okehampton Hamlets
 (mai 2023).
Okehampton Hamlets est une paroisse civile du Devon, située dans le sud-ouest de l'Angleterre. 